# Bible Adventures
Bible Adventures es un videojuego de plataformas cristiano desarrollado y publicado por Wisdom Tree lanzado por primera vez en 1991 para Nintendo Entertainment System, y adaptado a Mega Drive/Genesis en 1995. El juego era inusual porque nunca se vendió en puntos de venta de videojuegos. Contiene tres juegos diferentes: Noah's Ark, Baby Moses y David and Goliath, todos los cuales se basan bastante libremente en historias de la Biblia. La jugabilidad de estos juegos tiene un estilo de desplazamiento lateral similar al de Super Mario Bros. 2 para NES. El juego también incluye Jesu, Joy of Man's Desiring, de J. S. Bach, como música de fondo para la pantalla de título. El juego pasa por alto el chip de bloqueo 10NES al emitir un pico de voltaje cuando se enciende la plataforma de control de NES.

## Jugabilidad
El juego es una colección de tres juegos basados en historias contenidas en el Antiguo Testamento:
En Noah's Ark, el jugador debe reunir animales y comida (a veces golpeando a los animales con un objeto que parece un barril o atrapando frutas lanzadas por un mono) y llevándolos al Arca. La salud de Noah se recarga cuando el jugador lee un versículo de la Biblia que se encuentran dispersos en los cuatro niveles. Las serpientes que se ven en los árboles son señuelos; las serpientes reales que el jugador tiene que capturar están dentro de una cueva.
En Baby Moses, el jugador controla a Miriam, la hermana de Moses, mientras trata de salvar a su hermano del decreto de Faraón de que todos los niños varones hebreos sean asesinados. Para hacer esto, el jugador lleva a Moses de un extremo al otro del nivel, de una manera bastante similar a la forma en que los personajes de Super Mario Bros. 2 llevan vegetales. Se puede arrojar a Moisés sin dañarlo, pero los enemigos no pueden ser dañados de ninguna manera. Los adversarios intentan arrojar a Moisés al Nilo. Si el jugador completa el nivel sin Moses, el juego dice "Buen trabajo, pero te olvidaste de Baby Moses", y el nivel debe reiniciarse.
En David y Goliat, el jugador comienza controlando a David mientras pastorea ovejas y evita depredadores como leones y osos. Las bellotas se pueden usar para aturdir a las bestias. Luego, el jugador obtiene una honda y esquiva guardias, escorpiones y piedras antes de luchar contra el escudero de Goliat y, en última instancia, contra el mismo Goliat, a quien el jugador debe golpear una vez en la cabeza para derrotarlo.

## Críticas
El juego ha sido criticado por ser demasiado didáctico (por ejemplo, el juego se divide en versículos de la Biblia), por ser muy derivado de Super Mario Bros. 2 y, en general, por ser malo. Como se Juega. También ha sido criticado por reciclar sus otros niveles; cada nivel básicamente tiene la misma jugabilidad y el mismo estilo de juego. Sin embargo, supuestamente vendió 350.000 copias en librerías cristianas. GamesRadar lo clasificó como el 68.º peor juego jamás creado. El personal criticó a los desarrolladores por su elección de historias bíblicas para adaptar y por el diseño descuidado.
Seanbaby de Electronic Gaming Monthly lo colocó en el puesto 19 en su función "20 peores juegos de todos los tiempos".

## Otras lecturas
- Durham, Gabe (30 de marzo de 2015). Bible Adventures. 7. Los Angeles: Boss Fight Books. ISBN 978-1-940535-07-4. OCLC 907647163.